# 小學堂文字學資料庫
小學堂文字學資料庫於2013年4月25日開始運作，現由中央研究院數位文化中心維護運行。該資料庫承襲了中央研究院2005年至2013年的漢字構形資料庫，以及中研院資訊科學研究所和台大中文系共同開發的漢字古今音資料庫，是提供中文研究所需、查詢文字學演變與釋義的跨資料庫整合查詢工具。此資料庫由行政院國家科學委員會經費補助，中央研究院歷史語言研究所、資訊科學研究所、以及台灣大學中國文學系所共同開發。
小學堂收錄內容主要分為「字形」（漢字古今字資料庫）與「字音」（漢字古今音資料庫）兩類內容——字形查詢可以查閱到甲骨文、金文、戰國時期楚系簡帛文字（後續另新增了秦系簡帛文字）、小篆、楷書（異體字表）的資料內容，總計有超過十八萬筆。；字音查詢則包含了上古音、中古音、官話、晉語、吳語、徽語、贛語、湘語、閩語、粵語、平話、客語、以及其他土話資料庫，總計有超過一百萬筆。除字形與字音外，小學堂網站還有收錄超過二十五萬筆、共計27本紙本文字學出版物的索引資料，以及一些在文字學的資訊工具，如吳守禮台語注音字體與輸入法等。（註：上述收錄內容的描述仍不斷在變動，收錄資料仍有增減。請至小學堂網站的收錄現況 （页面存档备份，存于）查閱最新的收錄範圍。）
小學堂文字學資料庫的出現，大幅度的簡化、加速了原本中文文字研究的檢索效率。同時也有使用者指出小學堂跟民間文字學資料庫——例如漢字叔叔 （页面存档备份，存于） 或漢典 ——相比，收錄與分類的方式更為嚴謹與完整。但也有使用者認為字體的數位化仍有問題，對照早期出土文字資料時數位臨摹的檔案有描繪不夠精準的問題。